# La superdotada
 La superdotada es una película coproducción de Argentina y México filmada en Eastmancolor dirigida por Ricardo Montes, seudónimo de Juan Bautista Maggipinto, que se produjo en 1984, pero nunca fue estrenada. 

## Reparto
Actuaban, entre otros, la vedette Thelma Tixou, el locutor Orlando Marconi, el cantante King Clave y su esposa, la actriz Noemí Ceratto.

## Comentarios
Manrupe y Portela escribieron que el filme fue pensado para el relanzamiento de la vedette Thelma Tixou como estrella erótica, pero nunca fue estrenado.